# Holly Wilson (szobrász)
Holly Wilson (1968 –) Eiteljorg-ösztöndíjas amerikai szobrászművész.

## Életrajz
Az Egyesült Államokban született és nőtt fel. A művészet iránti érdeklődése korán megmutatkozott, és később a művészeti iskolában folytatta tanulmányait. Művészeti pályafutása a szobrászat területére vezetett, ahol az emberi alakok és szimbolikus motívumok megformálása vált a fő témájává.

## Művészeti stílus és hatások
Munkáiban az emberi forma és a természet közötti kapcsolatot gyakran ábrázolja, miközben hangsúlyozza az egyéni és közösségi identitásokat. A művészet gyakran használja arra, hogy történeteket meséljen el, amelyek a kultúra, az örökség és az emberi kapcsolatokat tárgyalják. Munkáiban különböző anyagokat alkalmaz, de a bronz és a fa kiemelt szerepet kapnak.

## Kiállítások és elismerések
Munkái számos művészeti galériában és múzeumban szerepeltek, beleértve olyan jelentős intézményeket, mint a Smithsonian Intézet és az Oklahoma City Museum of Art. Az ő művei gyakran szerepelnek a kortárs amerikai művészet kiemelkedő bemutatóin.